# DM for Garder
DM for Bygarder er en konkurrence, der afholdes hvert andet år for garder. Konkurrencen har været afholdt siden 1993 og blev i starten afholdt årligt. Der konkurreres i flere forskellige discipliner, herunder tattoo, bymarch, koncert for brassband, harmoniorkestre, trommekorps og tamburkorps samt Den Frie. Desuden findes bedste tamburmajor og en samlet placering.
DM afholdes som et samarbejde mellem værtsbyens garde og Landsgardeforeningen.
Konkurrencen for tambourmajorer blev ændret før Danmarksmesterskaberne i Vejen i 2019,  til at være en todelt konkurrence, hhv. en placering for bymarch og en placering for tattoo/show. Der er siden 2019 derfor ikke officielt blevet kåret en samlet danmarksmester for tambourmajorer.

## Afholdte mesterskaber
Nedenfor findes en liste over alle afholdte DM'er med en listning af vindere samt anden- og tredjepladserne såvel som bedste tambourmajor.
| År   | Afholdt i     | Guld                    | Sølv                    | Bronze                  | Bedste tambourmajor    | fra korps:                   | Bedste tambourmajor bymarch | ...fra korps:   | Bedste tambourmajor tattoo/show | ...fra korps:   |
| ---- | ------------- | ----------------------- | ----------------------- | ----------------------- | ---------------------- | ---------------------------- | --------------------------- | --------------- | ------------------------------- | --------------- |
| 1993 | Nykøbing Mors | Prins Jørgens Garde     | Gladsaxe Pigegarde      | Skjern Garden           | Flemming Jacobsen      | Prins Jørgens Garde          |                             |                 |                                 |                 |
| 1994 | Odense        | Prins Jørgens Garde     | Roskilde Garden         | Gladsaxe Pigegarde      | John Hansen            | Nykøbing Falster Tamburkorps |                             |                 |                                 |                 |
| 1995 | Roskilde      | Gladsaxe Pigegarde      | Prins Jørgens Garde     | Roskilde Garden         | John Hansen            | Nykøbing Falster Tamburkorps |                             |                 |                                 |                 |
| 1996 | Vordingborg   | Gladsaxe Pigegarde      | Prins Jørgens Garde     | Odense Pigegarde        | John Hansen            | Nykøbing Falster Tamburkorps |                             |                 |                                 |                 |
| 1997 | Fredericia    | Gladsaxe Pigegarde      | Prins Jørgens Garde     | Roskilde Garden         | Jacob Nielsen          | Nykøbing Falster Garden      |                             |                 |                                 |                 |
| 1999 | Herning       | Nykøbing Falster Garden | Prins Jørgens Garde     | Greve Pigegarde         | Jacob Nielsen          | Nykøbing Falster Garden      |                             |                 |                                 |                 |
| 2001 | Bornholm      | Nykøbing Falster Garden | Gladsaxe Pigegarde      | Vejen Garden            | Jacob Nielsen          | Nykøbing Falster Garden      |                             |                 |                                 |                 |
| 2003 | Vejen         | Vejen Garden            | Gladsaxe Pigegarde      | Nykøbing Falster Garden | Camilla Hansen         | Nykøbing Falster Garden      |                             |                 |                                 |                 |
| 2005 | Aarhus        | Vejen Garden            | Gladsaxe Pigegarde      | Nykøbing Falster Garden | Jørgen Schmidt         | Vejen Garden                 |                             |                 |                                 |                 |
| 2007 | Frederiksberg | Vejen Garden            | Gladsaxe Pigegarde      | Roskilde Garden         | Jørgen Schmidt         | Vejen Garden                 |                             |                 |                                 |                 |
| 2009 | Aalborg       | Roskilde Garden         | Gladsaxe Pigegarde      | Frederiksberg Garden    | Line Vester            | Holbæk Garden                |                             |                 |                                 |                 |
| 2011 | Randers       | Roskilde Garden         | Holbæk Garden           | Vejen Garden            | Line Vester            | Holbæk Garden                |                             |                 |                                 |                 |
| 2013 | Frederikshavn | Roskilde Garden         | Holbæk Garden           | Vejen Garden            | Line Vester            | Holbæk Garden                |                             |                 |                                 |                 |
| 2015 | Brøndby       | Holbæk Garden           | Nuclear Devils Drumband | Roskilde Garden         | Line Vester            | Holbæk Garden                |                             |                 |                                 |                 |
| 2017 | Vejen         | Vejen Garden            | Holbæk Garden           | Roskilde Garden         | Nicolai Mangor Nielsen | Holbæk Garden                |                             |                 |                                 |                 |
| 2019 | Vejen         | Vejen Garden            | Slagelse Garden         | Roskilde Garden         |                        |                              | Lærke Larsen                | Slagelse Garden | Lærke Larsen                    | Slagelse Garden |
| 2022 | Slagelse      | Holbæk Garden           | Slagelse Garden         | Roskilde Garden         |                        |                              | Cecilie Laustsen            | Aalborg Garden  | Mathilde Sørensen               | Holbæk Garden   |
| 2024 | Skive         | Roskilde Garden         | Slagelse Garden         | Holbæk Garden           |                        |                              | Ea Andersen                 | Odder Garden    | Cecilie Laustsen                | Aalborg Garden  |

## Danmarksmestre
| Danmarksmestre          | År                           |
| ----------------------- | ---------------------------- |
| Vejen Garden            | 2003, 2005, 2007, 2017, 2019 |
| Roskilde Garden         | 2009, 2011, 2013, 2024       |
| Gladsaxe Pigegarde      | 1995, 1996, 1997             |
| Prins Jørgens Garde     | 1993, 1994                   |
| Nykøbing Falster Garden | 1999, 2001                   |
| Holbæk Garden           | 2015, 2022                   |